# Doliops edithae
Doliops edithae är en skalbaggsart som beskrevs av Antonio Vives 2009. Doliops edithae ingår i släktet Doliops och familjen långhorningar.
Artens utbredningsområde är Filippinerna. Inga underarter finns listade i Catalogue of Life.